# Gian Pietro Gaffori
Gian Pietro Gaffori (Corte, 1710 – Corte, 3 ottobre 1753) è stato un patriota e medico italiano.
È considerato insieme a Pasquale Paoli e Luigi Giafferri una dei principali figure del nazionalismo còrso del XVIII secolo.

## Biografia
Studiò a Roma e poi rientrò in Corsica dove esercitò la professione di medico. Nell'isola emerse ben presto come una delle figure più distaccate del fronte indipendentista che lottava contro i genovesi. In seguito all'arrivo sull'isola dell'avventuriero Theodor Stephan von Neuhoff, proclamato re di Corsica, Gaffori fu insignito da quest'ultimo del titolo di conte e nominato segretario di stato. Durante le assenze di Neuhoff dall'isola egli fu promosso al rango di presidente del Consiglio di reggenza.
Nel 1738 si recò a Bastia per trattare con i genovesi un accordo. Durante la guerra di successione austriaca si unì agli anglo-sardi e con i suoi uomini, nel 1746, assediò ed espugnò la cittadella di Corte tenuta dai genovesi. In quello stesso anno fu nominato generale della nazione. Dopo la firma della pace di Aquisgrana, che lasciava nelle mani di Genova la Corsica, Gaffori ed i suoi uomini continuarono la lotta per l'indipendenza riuscendo in poco tempo ad impadronirsi di quasi tutta l'isola. Nell'ottobre 1753 fu assassinato da sicari còrsi, uno dei quali suo vicino di casa, nei pressi della sua abitazione a Corte. Gli assassini, una volta ucciso Gaffori, ripareranno dapprima nella roccaforte genovese di Calvi e poi in Italia. A Corte invece il cognato dello stesso Gaffori, Mario Emanuele Matra, scatenò subito una dura vendetta. Dopo aver fatto saccheggiare e devastare le proprietà dei sicari fece ammazzare a colpi di mazza il fratello dello stesso Gaffori, Francesco, accusato di essere uno dei mandanti dell'omicidio.
La morte di Gaffori lascerà senza guida il fronte indipendentista còrso per circa un anno e mezza, sino a quando fu proclamato generale della nazione Pasquale Paoli.

## Omaggi
A Corte, cittadina natale di Gaffori, gli è stata intitolata la piazza del centro storico dove sorge la sua casa. Qui nel 1901 fu realizzato dallo scultore francese Émile Aldebert un monumento che ricorda il patriota còrso: il generale sembra indicare la direzione ai nazionali corsi; l'epigrafe alla base della statua dice in francese: "Al generale Gafforj capo supremo dei Corsi".